# Chorigyne tumescens
Chorigyne tumescens är en enhjärtbladig växtart som beskrevs av R.Erikss. Chorigyne tumescens ingår i släktet Chorigyne och familjen Cyclanthaceae. Inga underarter finns listade.